# Requiem en La (Biber)
Le Requiem en La est une messe de Requiem à 15 voix, vocales et instrumentales, composée par Heinrich Biber vers 1687. Elle porte le numéro C 7 dans le catalogue de ses œuvres établi par le musicologue américain Eric Thomas Chafe.

## Présentation

### Structure
Le Requiem suit l'ordinaire de la messe catholique pour les cérémonies funèbres, et comprend donc sept mouvements :
1. Introitus — Requiem
2. Kyrie —
3. Sequenz (Dies Irae — Lacrymosa)
4. Offertorium —
5. Sanctus — Benedictus — Osanna
6. Agnus Dei —
7. Communio — Requiem

### Instrumentation
Le Requiem en la majeur fait appel à un grand ensemble concertant :
- voix solistes : deux soprani, alto, ténor et deux basses
- chœurs : SSATBB in concerto et in cappella
- orchestre : 2 hautbois, 2 trompettes basses, 3 trombones, basson, violons à 2 parties, violes à 2 parties, violes de gambe
- Orgues et basse continue

### Édition moderne
- (de) Dr. Werner Jaksch, Requiem a 15, Schriesheim, 2011, 194 p.

### Ouvrages spécialisés
- (en) Eric Thomas Chafe, The Church Music of Heinrich Biber, Ann Arbor, UMI Research Press, coll. « Studies in musicology » (no 95), 1987, 305 p. (ISBN 0-8357-1770-4, OCLC 15053153)

## Discographie
- The Amsterdam Baroque Orchestra & Choir, dir. Ton Koopman : Els Bongers, Anne Grimm, sopranos ; Kai Wessel, Peter de Groot, altos ; Marcel Reyans, Simon Davies, ténors ; René Steur, Kees-Jan de Koning, basses (29 août 1992, Erato/Warner 4509-91725-2)[4] (OCLC 31626490)
- Koor & Barokorkest van de Nederlandse Bachvereniging, dir. Gustav Leonhardt : Marta Almajano et Mieke van der Sluis, sopranos ; John Elwes et Mark Padmore, ténors ; Frans Huijts, baryton ; Harry van der Kamp, basse (22-24 octobre 1994, Deutsche Harmonia Mundi) (OCLC 35597544)
- Capella reial de Catalunya, dir. Jordi Savall (24 mai 1999, AliaVox AV9825) (OCLC 51897255)